# Carlo Padiglione
Carlo Padiglione (Palermo, 9 ottobre 1827 – Napoli, 2 giugno 1921) è stato un bibliotecario, storico e araldista italiano.

## Biografia
Svolse professione di bibliotecario, in particolare presso la storica biblioteca napoletana Brancacciana, poi confluita come fondo nella Biblioteca Nazionale di Napoli.
Si interessò anche, per via della professione, di biblioteconomia e di catalogazione, facendosi interprete di formalizzare, in un apposito manuale, fra i primi in Italia del genere, le regole principali della materia, a beneficio di quanti volessero sostenere i concorsi da bibliotecario.
Come storico si occupò, in particolar modo, di araldica e di genealogia, diventandone fra i massimi studiosi.
Per questa ragione apportò un prezioso contributo ai lavori della Consulta araldica, di cui fu socio corrispondente. Fu, altresì, componente della Commissione Araldica regionale Napoletana e presidente dell'Istituto araldico italiano. Collaborò con i principali periodici del settore, scrivendo saggi e articoli su casi e questioni araldico-genealogiche, su stemmari e blasoni, su fonti per la storia di famiglia, nonché su storie e caratteristiche di ordini cavallereschi e dinastici.
Infine fu ascritto al Real Monte e Arciconfraternita di San Giuseppe dell'Opera di Vestire i Nudi, istituzione benefica e gentilizia di Napoli, giungendo in due occasioni alla carica apicale di Sopraintendente nel 1904 e nel periodo 1912-1915.

## Scritti principali
- Memorie storiche artistiche del Tempio di S. Maria delle Grazie Maggiore a Capo Napoli con cenni biografici di alcuni illustri che vi furono sepolti, Stab. Tip. Priggiobba, Napoli 1855;
- Della vita e degli scritti del cav. Gennaro Serena, consigliere della provincia e della città di Napoli, Tip. De Angelis, Napoli 1864;
- L'arme di Dante Alighieri, Tip. Nobile, Napoli 1865;
- Il F.E.R.T. Di Casa Savoja. Memoria araldica scritta per le fauste nozze di Umberto con Margarita di Savoja, Tip. Del Giornale di Napoli, Napoli 1868;
- Cenni storici dell'ordine di S. Maria di Betlemme, Tip. Giannini, Napoli 1869;
- Dizionario bibliografico e istorico della Repubblica di S. Marino contenente tutte le indicazioni delle opere, delle effemeridi e degli opuscoli che trattano della stessa in qualsivoglia argomento, Tip. della Gazzetta di Napoli, Napoli 1872;
- La Biblioteca del Museo nazionale nella Certosa di S. Martino in Napoli ed i suoi manoscritti, Tip. Giannini, Napoli 1876;
- Tavole storico-genealogiche della Casa Candida già Filangieri, Tip. De Angelis, Napoli 1877;
- I capitoli dell'Ordine equestre della Giarra dei Gigli della S. Vergine e della Stola, Tip. Giannini, Napoli 1877;
- Le leggi dell'Accademia degli Oziosi in Napoli ritrovate nella Biblioteca Brancacciana, Tip. Giannini, Napoli 1878;
- Di alcune nobili famiglie leccesi. Lettere e notizie estratte da un manoscritto della Biblioteca Brancacciana, Direzione del Giornale Araldico, Pisa 1879;
- Della Casa Rocco e del diritto che ha di usare il titolo di Principe di Torrepadula, Tip. Giannini, Napoli 1880;
- Delle livree, del modo di comporle e descrizione di quelle di famiglie nobili italiane. Ricerche storiche ed araldiche, Direzione del Giornale Araldico, Pisa 1888;
- Le massime della Commissione Regionale Napoletana per gli elenchi nobiliari, Tip. Giannini, Napoli 1893;
- Dell'Ordine della giarrettiera, Tip. Giannini, Napoli 1893;
- Dell'ordine cavalleresco del Nodo di Napoli, Tip. Gambella, Napoli 1894;
- Dizionario delle famiglie nobili italiane o straniere portanti predicati di ex feudi napoletani e descrizione dei loro blasoni, Tip. Giannini, Napoli 1901;
- Motti degli ordini cavallereschi, delle medaglie e croci decorative di tutto il mondo e di tutti i tempi, Tip. Giannini, Napoli 1907;
- I motti delle famiglie italiane, Tip. Giannini, Napoli 1910;
- Della chinea e del modo come veniva offerta ai Romani pontefici. Nota storica, Tip. Gambella, Napoli 1911;
- Il titolo di Principe del Sacro Romano Impero, Tip. Bideri, Napoli 1912;
- Il titolo di Cavaliere. Nota storica, Tip. Bideri, Napoli 1912;
- Ricordi storici dei Nemagna Paleologo imperatori dei Serbi e Greci, dinasti di Albania, Tip. Di Gennaro, Napoli 1921.